# Tremarctinae
A subfamília Tremarctinae ou ursos-de-face-curta é uma subfamília de Ursidae que contém um representante vivo, o urso-de-óculos (Tremarctos ornatus) da América do Sul, e várias espécies extintas de quatro gêneros: o urso-de-óculos-da-flórida (Tremarctos floridanus), os ursos-de-face-curta norte-americanos dos gêneros Plionarctos (P. edensis e P. harroldorum) e Arctodus (A. pristinus e A. simus), e os ursos-de-face-curta da América do Sul do gênero Arctotherium (incluindo A. angustidens, A. vetustum, A. bonariense, A. wingei e A. tarijense). Acredita-se que o grupo tenha se originado no leste da América do Norte e, em seguida, invadido a América do Sul como parte do Grande Intercâmbio Americano.

## Sistemática
Tradicionalmente, as análises das relações filogenéticas internas dos tremarctíneos tinham Plionarctos e Tremarctos como grupos basais em relação a um clado composto pelos gêneros Arctodus e Arctotherium. Um estudo das afinidades dos ursos pertencentes ao Arctotherium, entretanto, indica que eles eram mais intimamente relacionados ao urso-dos-andes  do que ao Arctodus, o que implica uma evolução convergente de grande tamanho nas duas linhagens.

### Taxonomia
Taxonomia dos ursos de tremarctínae, de acordo com  Mitchell et al. (2016):
- Subfamília Tremarctinae (Merriam & Stock, 1925)
  - † Plionarctos (Frick, 1926)
    - † Plionarctos harroldorum (Tedfored & Martin, 2001)
    - † Plionarctos edensis (Frick, 1926)

  - † Arctodus (Leidy, 1854)
    - † Arctodus simus (Cope, 1879)
    - † Arctodus pristinus (Leidy, 1854)

  - † Arctotherium (Burmeister, 1879)
    - † Arctotherium angustidens (Gervais & Ameghino, 1880)
    - † Arctotherium vetustum (Ameghino, 1885)
    - † Arctotherium wingei (Lund 1832)
    - † Arctotherium bonariense (Gervais, 1852)
    - † Arctotherium tarijense (Ameghino, 1902)

  - Tremarctos (Gervais, 1855)
    - † Tremarctos floridanus (Gildey, 1928)
    - Tremarctos ornatus (Cuvier, 1825) - urso-dos-andes